# A Western Memory
A Western Memory è un cortometraggio muto del 1911. Il nome del regista non viene riportato nei crediti.

## Produzione
Il film fu prodotto dalla Pathé Frères.

## Distribuzione
Distribuito dalla General Film Company, il film – un cortometraggio in una bobina – uscì nelle sale cinematografiche USA il 16 settembre 1911.